# 志水孝行
志水 孝行（しみず たかゆき、1983年8月27日 - ）は、長崎県長崎市出身の元ハンドボール選手。

## 経歴
2005年に日本ハンドボールリーグの湧永製薬へ加入。
2006年は第18回男子世界学生ハンドボール選手権大会の日本代表に選出された。
2007年の第48回全日本実業団ハンドボール選手権大会ではベストセブンを受賞。
2008年の第13回男子アジア選手権で日本代表に初選出された。
2012年は第2回社会人選手権でベストセブンを受賞。
2012-13年シーズンはリーグトップの7mスロー阻止率（.429）を記録。
2014年は第16回男子アジア選手権で日本代表に選出された。
2015-16年シーズンは初のベストセブンに選ばれた。
2017年1月に第25回男子世界選手権の日本代表に選出された。
2018-19年シーズンで現役を引退。

## 詳細情報

### 年度別成績
| 年      | チーム   | 試合 | FS 阻止 | 率   | 7m 阻止 | 率   |
| ------- | -------- | ---- | ------- | ---- | ------- | ---- |
| 2007-08 | 湧永製薬 | 14   | -       | -    | 5/18    | .278 |
| 2008-09 | 湧永製薬 | 18   | -       | -    | 3/10    | .300 |
| 2009-10 | 湧永製薬 | 11   | -       | -    | 1/11    | .091 |
| 2010-11 | 湧永製薬 | 14   | -       | -    | 6/21    | .286 |
| 2011-12 | 湧永製薬 | 14   | -       | -    | 2/14    | .143 |
| 2012-13 | 湧永製薬 | 13   | 131/369 | .355 | 9/21    | .429 |
| 2013-14 | 湧永製薬 | 16   | 201/520 | .387 | 6/19    | .316 |
| 2014-15 | 湧永製薬 | 16   | 236/605 | .390 | 0/9     | .000 |
| 2015-16 | 湧永製薬 | 16   | 219/566 | .387 | 0/0     | -    |
| 2016-17 | 湧永製薬 | 15   | 180/478 | .377 | 2/17    | .118 |
| 2017-18 | 湧永製薬 | 24   | 291/793 | .367 | 0/6     | .000 |
| 2018-19 | 湧永製薬 | 24   | 248/719 | .345 | 0/2     |      |

- 各年度の太字はリーグ最高
- 2006-07年シーズン以前の成績はランニングスコアが公開されていないため省略
- 2011-12年シーズン以前のシュート阻止数は公式記録がないため省略

### タイトル・表彰

#### 日本ハンドボールリーグ
- ベストセブン賞：1回 (2015年)
- 7mスロー阻止率賞：1回 (2012年)

#### 社会人選手権
※前身の実業団選手権も含む
- ベストセブン：2回 (2007年・2012年)

### 記録

#### 日本ハンドボールリーグ
- 通算フィールドシュート阻止1400本：2018年12月1日、対トヨタ車体戦（佐伯区スポーツセンター）[9]